# Geometria non euclidea

Due rette aventi una perpendicolare in comune nelle tre geometrie. Nella geometria iperbolica le rette possono divergere, ed è quindi possibile trovare molte rette parallele (cioè che non si intersecano). Nella geometria ellittica le rette convergono sempre e quindi non esistono rette parallele.

Una geometria non euclidea è una geometria costruita negando o non accettando alcuni postulati euclidei.
Viene detta anche metageometria.

## Descrizione
Il quinto postulato di Euclide o "delle parallele" è quello che nel corso dei secoli ha suscitato il maggior interesse.
La caratteristica che contraddistingue i postulati e gli assiomi della geometria di Euclide, secondo le idee del tempo, è l'essere asserzioni la cui verità è garantita dall'evidenza (l'opera di Euclide è stata riorganizzata in senso moderno da David Hilbert, che l'ha spogliata, ad esempio, del carattere osservativo da cui partiva la giustificazione nell'uso dei postulati e degli assiomi euclidei).
Secondo Euclide, l'evidenza è una caratteristica dei primi quattro postulati degli Elementi: basta infatti usare riga e compasso; inoltre essi restano validi se ci si limita a una porzione finita di piano.
Sempre nell'ottica euclidea, il postulato delle parallele non è "evidentemente vero", infatti non rimanda ad alcuna costruzione geometrica che possa limitarsi sempre a una porzione finita di piano. Pare che lo stesso Euclide non fosse convinto dell'evidenza del postulato e questo è dimostrato dall'uso limitato che ne ha fatto nelle dimostrazioni dei teoremi della sua geometria. Negli oltre duemila anni successivi alla diffusione degli Elementi di Euclide, molti sono stati i tentativi di dimostrare il V postulato o di riformularlo o, addirittura, di sostituirlo con altri equivalenti. Tuttavia tali tentativi sono falliti in quanto i ragionamenti riconducevano sempre all'uso del V postulato.
Nei primi decenni del XIX secolo, il fallimento di tutti i tentativi effettuati aveva convinto i matematici dell'impossibilità di dimostrare il V postulato. È da questo momento che comincia a farsi strada l'idea di costruire altre geometrie che facciano a meno del V postulato. Nascono così le prime geometrie non euclidee (ad esempio la geometria ellittica o la geometria iperbolica) e i loro modelli, inizialmente al fine di dimostrarne l'inconsistenza e quindi, per assurdo, il V postulato.
Aristotele (384-322 a.C.), già prima di Euclide (365-300 a.C.), aveva abbozzato l'esistenza di geometrie diverse da quelle che nel XIX secolo verranno chiamate "euclidee", riprendendo e sviluppando considerazioni di geometri contemporanei. Partendo dall'ipotesi che la somma degli angoli interni di un triangolo potesse essere diversa da due angoli retti, concluse che in tal caso sarebbe dovuta cambiare anche la somma degli angoli interni di un quadrato, che nel caso euclideo è di quattro angoli retti.
Tali osservazioni sono contenute nelle opere di etica e riguardano la coerenza dello sviluppo di un sistema logico riferito all'ipotesi di base (vedi Imre Toth che ne scoprì l'esistenza a partire dal 1967 in diversi passi del "Corpus Aristotelicum"). 

## Storia delle geometrie non euclidee

### I postulati di Euclide

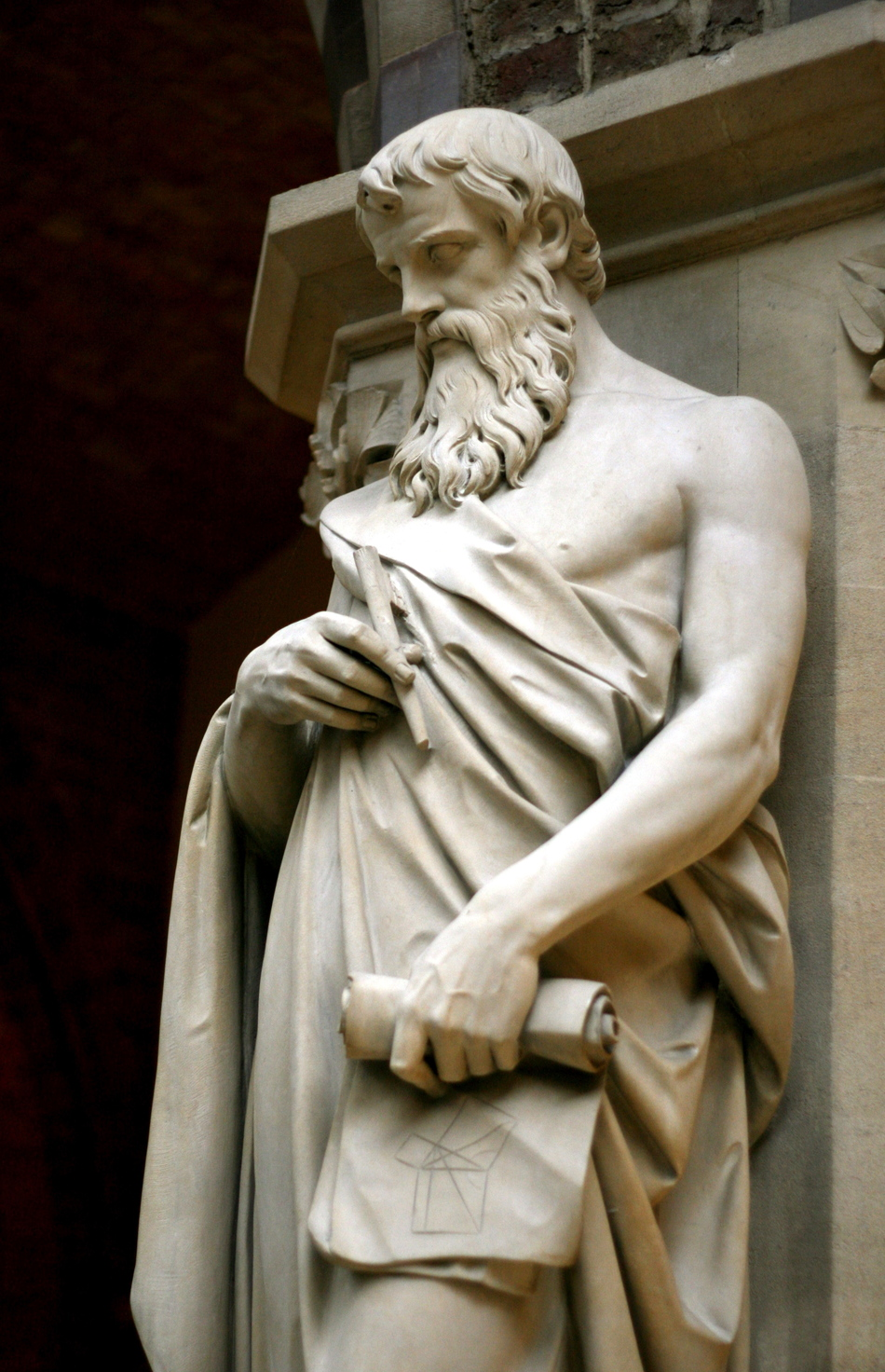
Euclide

Euclide, negli Elementi, utilizzò postulati dai quali si può constatare perché il quinto sia stato argomento dibattuto per più di duemila anni. I postulati sono i seguenti:
1. congiungendo due punti qualsiasi si ottiene un segmento di retta;
2. si può prolungare un segmento oltre i due punti indefinitamente;
3. dato un punto e una lunghezza, è possibile descrivere un cerchio;
4. tutti gli angoli retti sono congruenti fra loro;
5. se una retta che taglia due rette determina dallo stesso lato angoli interni minori di due angoli retti, prolungando le due rette, esse si incontreranno dalla parte dove i due angoli sono minori di due angoli retti.

Si nota subito una differenza tra i primi quattro, che sembrano immediatamente evidenti, e il quinto, che non solo non sembra immediatamente vero, ma ha anche una formulazione molto più complicata degli altri. Lo stesso matematico sembra essere a disagio, tanto che dimostra le prime 28 proposizioni del I libro degli Elementi senza farne uso.
Essendo meno generica tuttavia è senz'altro più familiare la forma moderna del postulato:
Per un punto esterno ad una retta data passa una e una sola parallela alla retta data.

### Tentativi di dimostrazione del quinto postulato
Nei secoli, i tentativi di dimostrare il postulato sono numerosi: Proclo nel suo Commento al Primo Libro degli Elementi di Euclide ci riferisce delle "dimostrazioni" di Posidonio e Tolomeo, proponendone poi una sua. Altri tentativi furono compiuti da matematici arabi e persiani, tra cui Nasir al-Din al-Tusi che mette in relazione il quinto postulato con la somma degli angoli interni di un triangolo e ʿUmar Khayyām che nei suoi Commenti sui difficili postulati del libro di Euclide dimostrò accidentalmente alcune proprietà delle figure nelle geometrie non euclidee. In ognuno di questi tentativi di dimostrazione, e nei successivi, viene implicitamente dato per vero un assioma equivalente a quello delle parallele, rendendo vana la dimostrazione. Anche modificando la definizione di rette parallele non si approda a nulla: Euclide le definisce "due rette che non s'incontrano mai". Per Posidonio, secondo Proclo, esse sono "due rette equidistanti, ossia in cui i punti della seconda siano tutti alla stessa distanza dai corrispettivi della prima". Quest'ultima affermazione non dimostra nulla: non è detto che il luogo dei punti equidistanti da una retta sia una retta. Accettarlo in via di principio equivale ad assumere come valido il quinto postulato, e ci si ritrova da capo.

### Dimostrazione per assurdo

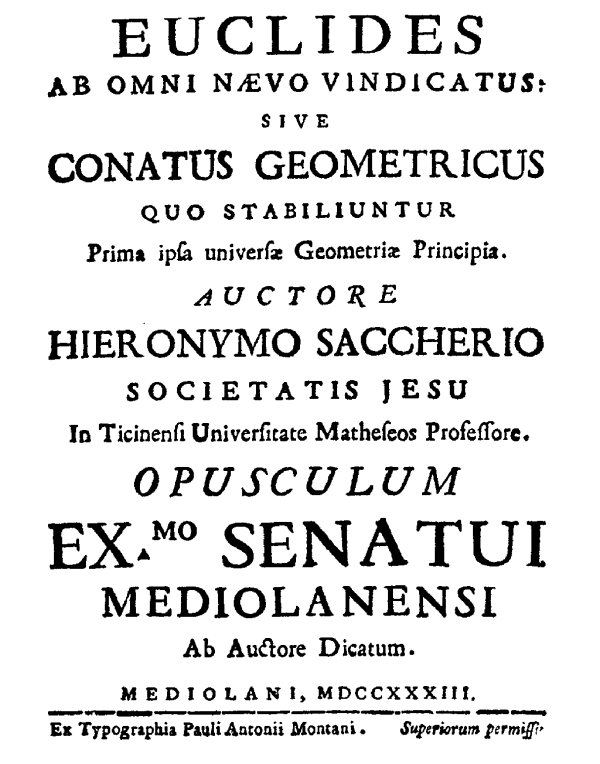
Copertina di Euclides ab omni naevo vindicatus, Giovanni Girolamo Saccheri 1733

Frustrati dagli insuccessi ottenuti cercando una dimostrazione diretta del postulato, gli studiosi provano ad assumere per validi i primi quattro postulati e creare delle geometrie alternative, sperando di arrivare a una contraddizione. Quest'ultima avrebbe dimostrato che il quinto postulato deve necessariamente essere vero. Uno dei maggiori esponenti di questa scuola fu Giovanni Girolamo Saccheri, che nel 1733 credendo di esservi riuscito,  pubblica Euclides ab omni naevo vindicatus. Anche se difettosa, e passata sotto silenzio, la dimostrazione per assurdo di Saccheri indicò la strada per la creazione di geometrie non euclidee, nella speranza di portarle a una contraddizione. Opera questa in cui si impegnarono molti uomini di scienza tra il XVIII e il XIX secolo.
Pochi però erano matematici di rilievo: Gauss, che non pubblicò mai nulla sull'argomento per timore delle strida dei beoti (intesi come i fraintenditori della filosofia kantiana, che sostenevano la necessità del postulato per quest'ultima), Lagrange e Legendre costituiscono delle fulgide eccezioni. In effetti, Roberto Bonola, nel suo volume La geometria non euclidea, pubblicato da Zanichelli nel 1906, si trovò a dover inserire nei capitoli storici molti "dilettanti" tra i fondatori della geometria non euclidea: János Bolyai era un militare, Ferdinando Schweikart era un avvocato, e via di questo passo. Bolyai, inoltre, era figlio di un amico di Gauss, Farkas: dopo aver ricevuto l'opera di Janos nel gennaio 1832, Gauss scrisse a Farkas dicendo:
È di rilievo notare che i risultati della geometria "astrale", come Gauss chiamava la geometria iperbolica, erano in stridente contrasto con la filosofia kantiana, in quanto questa assumeva come giudizio sintetico a priori la geometria euclidea.

### Bernhard Riemann

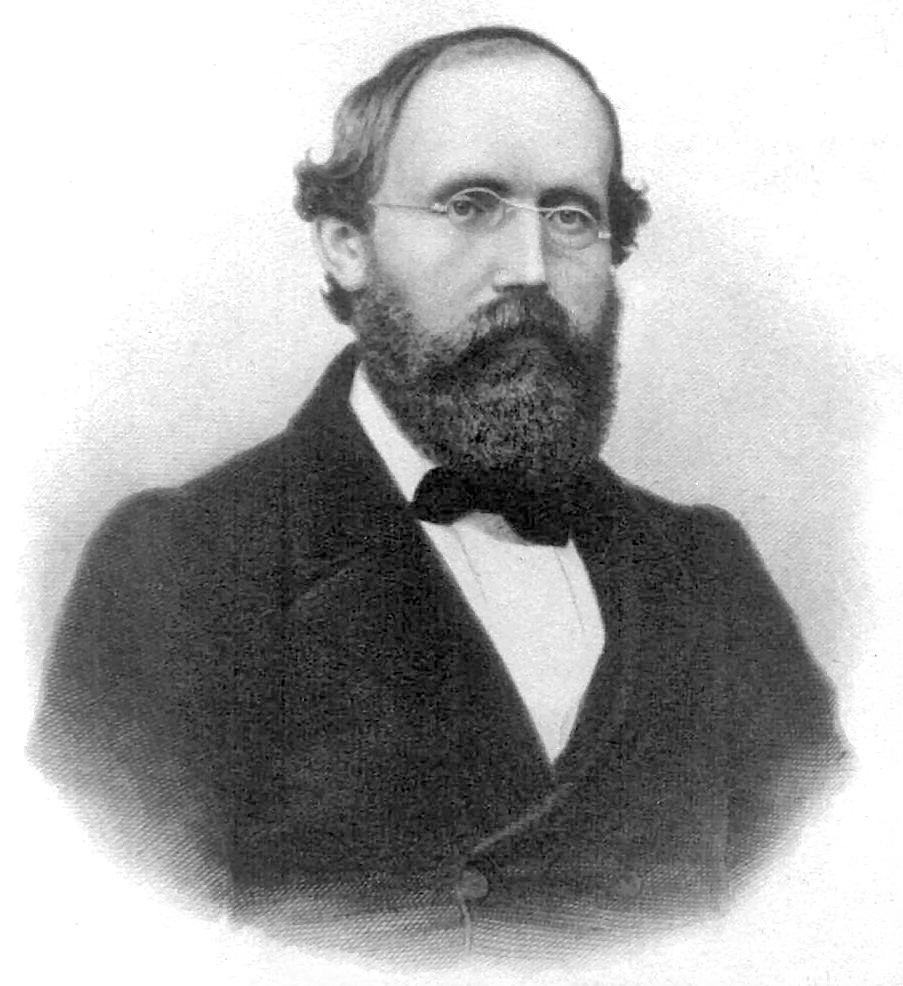
Bernhard Riemann

Anche se aveva tenuto per sé i risultati più "rivoluzionari", il saggio Disquisitiones generales circa superficies curvas pubblicato da Gauss nel 1828 segnò una svolta nell'indagine delle geometrie alternative. L'attenzione viene rivolta alle proprietà intrinseche delle superfici, a prescindere dallo spazio in cui sono immerse: questo metodo d'indagine viene esteso da Bernhard Riemann nel suo scritto del 1854 Über die Hypothesen, welche der Geometrie zugrunde liegen ("Sulle ipotesi su cui si fonda la geometria") che venne pubblicato postumo nel 1867.
Riemann getta le basi di una geometria totalmente nuova, detta geometria riemanniana, in cui il problema delle parallele non si pone nemmeno, sostituendo il concetto di retta con quello metrico di curva geodetica, ossia il percorso di minor distanza tra due punti. Si possono così costruire geometrie a curvatura costante, oppure che varia in ogni punto, in qualunque numero di dimensioni, ognuna corrispondente a una superficie, detta varietà riemanniana n-dimensionale. In quest'ottica, la geometria euclidea è la geometria naturale del piano.
Riemann contribuì allo studio della geometria, oltre che generalizzando il concetto di metrica euclidea, anche sviluppando un nuovo tipo di geometria partendo dalla negazione del V postulato di Euclide, sostituendolo con quello che oggi viene indicato come
assioma di Riemann:
Due rette qualsiasi di un piano hanno sempre almeno un punto in comune.
Da questo assioma segue subito che non esistono rette parallele e che cadono tutti i teoremi dimostrati facendo uso del V postulato di Euclide. Tuttavia, in geometria piana, si dimostra, senza fare uso dell'assioma delle parallele, che per un punto passa almeno una parallela a una retta data (Proposizione 31 degli elementi di Euclide). Invece dall'assioma di Riemann segue che non esistono rette parallele. Questo dimostra che se si nega il V postulato di Euclide, allora, potrebbe essere necessario modificare anche altri assiomi del corpo teorico per rendere la teoria coerente.
La proposizione 31, nell'opera di Euclide, è dimostrata facendo uso delle proposizioni 23 e 27 e quest'ultima dimostrata tramite la proposizione 16. Quindi affinché l'assioma di Riemann produca una teoria assiomatica coerente, è necessario assicurarsi che non possa essere dimostrata più la proposizione 31. Per quanto detto occorre modificare i postulati di Euclide, o equivalentemente gli assiomi di Hilbert, al fine di rendere indimostrabile la proposizione 16. Ciò conduce a una modifica dell'assioma di incidenza e/o dell'assioma di ordinamento, generando due diverse geometrie localmente equivalenti: la geometria sferica e la geometria ellittica. Tale nomenclatura è attribuita a Klein.

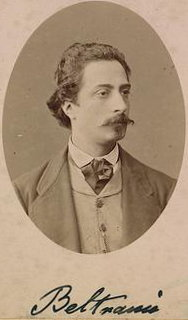
Eugenio Beltrami

### Eugenio Beltrami

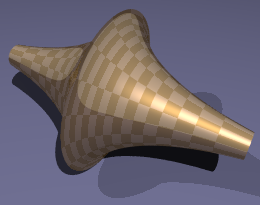
La pseudosfera

A partire dai risultati di Riemann, Eugenio Beltrami dimostra la consistenza della nuova geometria e costruisce un modello in carta di una superficie a curvatura costante negativa, la pseudosfera iperbolica. Per comprendere la marginalità dell'argomento all'epoca, basti ricordare che un giornale dell'epoca definì il modello in carta la Cuffia della Nonna, nome che tuttora ritorna nella descrizione del modello all'Università degli Studi di Pavia, dove è conservato, ossia Cuffia di Beltrami. A questo riguardo Beltrami scrisse a Houel il 19 dicembre 1869:
Nel suo Saggio di interpretazione della geometria non euclidea del 1867 Beltrami costruì il primo modello di geometria iperbolica. Particolare di rilievo è che Beltrami scrisse il saggio senza essere a conoscenza dei risultati di Riemann, fatto che lo indusse a lasciarlo da parte per leggere l'Habilitationsvortrag di Riemann di cui sopra, prima di darlo alle stampe.

### Henri Poincaré

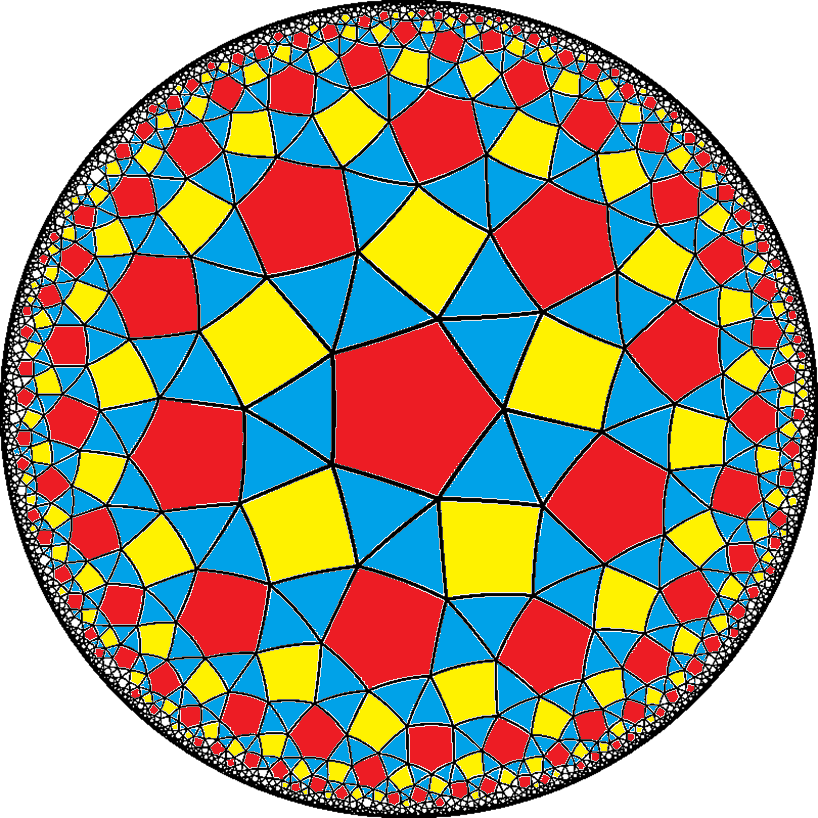
Una tassellatura del disco di Poincaré tramite poligoni iperbolici. Questi appaiono sempre più piccoli all'avvicinarsi al bordo, benché risultino (nella geometria iperbolica) sempre della stessa grandezza.

Il modello di Beltrami aveva il difetto di essere valido solo localmente, come dimostrò David Hilbert nel 1901, e quindi dopo la morte di Beltrami. Un modello valido globalmente di geometria iperbolica fu introdotto da Henri Poincaré. Lo spazio è un disco, le cui rette sono archi di circonferenza o segmenti di retta perpendicolari al bordo del disco: il modello prende il nome di disco di Poincaré. Gli angoli formati fra due rette sono quelli usuali, ma la distanza fra due punti è definita in modo completamente differente da quella euclidea: questa tende a infinito quando uno dei due punti viene spostato verso il bordo del disco. I punti nel bordo sono quindi "punti all'infinito".
Nel disco di Poincaré, un oggetto diventa sempre più piccolo se spostato verso il bordo del disco. Tale modello ha ispirato vari artisti, fra i quali Maurits Cornelis Escher.